# Giorgi Rechviasjvili
Giorgi Rechviasjvili (georgiska: გიორგი რეხვიაშვილი) född 22 februari 1988 i Rustavi i Sovjetunionen, är en georgisk fotbollsspelare som spelar för Sjukura Kobuleti.
Han har tidigare spelat för bland annat för Lokomotivi Tbilisi och Tjichura Satjchere.